# Screen Actors Guild Award per la migliore attrice in una miniserie o film per la televisione
Lo Screen Actors Guild Award per la migliore attrice in una miniserie o film per la televisione (Screen Actors Guild Award for Outstanding Performance by a Female Actor in a Miniseries or Television Movie) viene assegnato all'attrice di una miniserie televisiva o film per la televisione maggiormente votata dallo Screen Actors Guild.

## Vincitrici e candidate
I vincitori sono indicati in grassetto.

### 1990
- 1995
  - Joanne Woodward – Breathing Lessons
  - Katherine Hepburn – Fiocchi di neve per Buddy (Truman Capote's One Christmas)
  - Diane Keaton – Amelia Earhart: The Final Flight
  - Sissy Spacek – Una casa per Annie (A Place for Annie)
  - Cicely Tyson – The Oldest Living Confederate Widow Tells All
- 1996
  - Alfre Woodard - The Piano Lesson
  - Glenn Close – Costretta al silenzio (Serving in Silence: The Margarethe Cammermeyer Story)
  - Sally Field – A Woman of Independent Means
  - Anjelica Huston – Buffalo Girls
  - Sela Ward – Almost Golden (Almost Golden: The Jessica Savitch Story)
- 1997
  - Kathy Bates – The Late Shift
  - Anne Bancroft – Finalmente a casa (The Homecoming)
  - Stockard Channing – Mamma per forza (An Unexpected Family)
  - Jena Malone – Bastard Out of Carolina
  - Cicely Tyson – La strada per Galveston (The Road to Galveston)
- 1998
  - Alfre Woodard – Il colore del sangue (Miss Evers' Boys)
  - Glenn Close – Prima del buio (In the Gloaming)
  - Faye Dunaway – L'orgoglio di un figlio (The Twilight of the Gods)
  - Sigourney Weaver – Biancaneve nella foresta nera (Snow White: a Tale of Terror)
  - Mare Winningham – George Wallace
- 1999
  - Angelina Jolie – Gia - Una donna oltre ogni limite (Gia)
  - Ann-Margret – Pamela Churchill, una vita tra uomini e politica (Life of the Party: The Pamela Harriman Story)
  - Stockard Channing – Una decisione sofferta (The Baby Dance)
  - Olympia Dukakis – More Tales of the City
  - Mary Steenburgen – A proposito di Sarah (About Sarah)

### 2000
- 2000
  - Halle Berry – Vi presento Dorothy Dandridge (Introducing Dorothy Dandridge)
  - Kathy Bates – Annie
  - Judy Davis – A Cooler Climate
  - Sally Field – A Cooler Climate
  - Helen Mirren – The Passion of Ayn Rand
- 2001
  - Vanessa Redgrave – Women (If These Walls Could Talk 2)
  - Stockard Channing – The Truth About Jane
  - Judi Dench – The Last of the Blonde Bombshells
  - Sally Field – David Copperfield
  - Elizabeth Franz – Death of a Salesman
- 2002
  - Judy Davis – Life with Judy Garland: Me and My Shadows
  - Angela Bassett – La svolta di Ruby (Ruby's Bucket of Blood)
  - Anjelica Huston – Le nebbie di Avalon (The Mists of Avalon)
  - Sissy Spacek – Crimine d'amore (Midwives)
  - Emma Thompson – La forza della mente (Wit)
- 2003
  - Stockard Channing – The Matthew Shepard Story
  - Kathy Bates – My Sister's Keeper
  - Helen Mirren – Il venditore dell'anno (Door to Door)
  - Vanessa Redgrave – Guerra imminente (The Gathering Storm)
  - Uma Thurman – Gli occhi della vita (Hysterical Blindness)
- 2004
  - Meryl Streep – Angels in America
  - Anne Bancroft – The Roman Spring of Mrs. Stone
  - Helen Mirren – The Roman Spring of Mrs. Stone
  - Mary-Louise Parker – Angels in America
  - Emma Thompson – Angels in America
- 2005
  -  Glenn Close – The Lion in Winter - Nel regno del crimine (The Lion in Winter)
  - Patricia Heaton – La scelta di Paula (The Goodbye Girl)
  - Keke Palmer – The Wool Cap - Berretto di lana (The Wool Cap)
  - Hilary Swank – Angeli d'acciaio (Iron Jawed Angels)
  - Charlize Theron – Tu chiamami Peter (Th Life and Death of Peter Sellers)
- 2006
  - S. Epatha Merkerson – Lackawanna Blues
  - Tonantzin Carmelo – Into The West
  - Cynthia Nixon – Franklin D. Roosevelt. Un uomo, un presidente (Warm Springs)
  - Joanne Woodward – Le cascate del cuore (Empire Falls)
  - Robin Wright Penn – Le cascate del cuore (Empire Falls)
- 2007
  - Helen Mirren – Elizabeth I
  - Annette Bening – Mrs. Harris
  - Shirley Jones – Hidden Places
  - Cloris Leachman – Mrs. Harris
  - Greta Scacchi – Broken Trail - Un viaggio pericoloso
- 2008
  - Queen Latifah – Life Support
  - Ellen Burstyn – Un giorno ancora (Mitch Albom's For One More Day)
  - Debra Messing – The Starter Wife
  - Anna Paquin – Bury My Heart at Wounded Knee
  - Vanessa Redgrave – The Fever
  - Gena Rowlands – L'ultimo compleanno (What If God Were the Sun?)
- 2009
  - Laura Linney – John Adams
  - Laura Dern – Recount
  - Shirley MacLaine – Coco Chanel
  - Phylicia Rashād – A Raisin in the Sun - Un grappolo di sole (A Raisin in the Sun)
  - Susan Sarandon – Bernard & Doris - Complici amici (Bernard and Doris)

### 2010
- 2010
  - Drew Barrymore – Grey Gardens - Dive per sempre (Grey Gardens)
  - Joan Allen – Georgia O'Keeffe
  - Ruby Dee – America
  - Jessica Lange – Grey Gardens - Dive per sempre (Grey Gardens)
  - Sigourney Weaver – Prayers for Bobby
- 2011
  - Claire Danes – Temple Grandin - Una donna straordinaria (Temple Grandin)
  - Catherine O'Hara – Temple Grandin - Una donna straordinaria (Temple Grandin)
  - Julia Ormond – Temple Grandin - Una donna straordinaria (Temple Grandin)
  - Winona Ryder – When Love Is Not Enough: The Lois Wilson Story
  - Susan Sarandon – You Don't Know Jack - Il dottor morte
- 2012
  - Kate Winslet – Mildred Pierce
  - Diane Lane – Cinema Verite
  - Maggie Smith – Downton Abbey
  - Emily Watson – Appropriate Adult
  - Betty White – L'ultimo San Valentino (The Lost Valentine)
- 2013
  - Julianne Moore – Game Change
  - Nicole Kidman – Hemingway & Gellhorn
  - Charlotte Rampling – Restless
  - Sigourney Weaver – Political Animals
  - Alfre Woodard – Steel Magnolias
- 2014
  - Helen Mirren – Phil Spector
  - Angela Bassett – Betty and Coretta
  - Helena Bonham Carter – Burton & Taylor
  - Holly Hunter – Top of the Lake
  - Elisabeth Moss – Top of the Lake
- 2015
  - Frances McDormand – Olive Kitteridge
  - Ellen Burstyn – Flowers in the Attic
  - Maggie Gyllenhaal – The Honourable Woman
  - Julia Roberts – The Normal Heart
  - Cicely Tyson – The Trip to Bountiful
- 2016
  - Queen Latifah - Bessie
  - Nicole Kidman - Grace di Monaco (Grace of Monaco)
  - Christina Ricci - The Lizzie Borden Chronicles
  - Susan Sarandon - Marilyn - La vita segreta (The Secret Life of Marilyn Monroe)
- 2017
  - Sarah Paulson - Il caso O.J. Simpson - American Crime Story (The People v. O. J. Simpson: American Crime Story)
  - Bryce Dallas Howard - Black Mirror
  - Felicity Huffman - American Crime
  - Audra McDonald - Lady Day at Emerson's Bar and Grill
  - Kerry Washington - Confirmation - Una donna per la verità (Confirmation)
- 2018
  - Nicole Kidman - Big Little Lies - Piccole grandi bugie (Big Little Lies)
  - Laura Dern - Big Little Lies - Piccole grandi bugie (Big Little Lies)
  - Jessica Lange - Feud
  - Susan Sarandon - Feud
  - Reese Witherspoon - Big Little Lies - Piccole grandi bugie (Big Little Lies)
- 2019
  - Patricia Arquette – Escape at Dannemora
  - Amy Adams – Sharp Objects
  - Patricia Clarkson – Sharp Objects
  - Penélope Cruz – L'assassinio di Gianni Versace - American Crime Story (The Assassination of Gianni Versace: American Crime Story)
  - Emma Stone – Maniac

### 2020
- 2020
  - Michelle Williams – Fosse/Verdon
  - Patricia Arquette – The Act
  - Toni Collette – Unbelievable
  - Joey King – The Act
  - Emily Watson – Chernobyl
- 2021
  - Anya Taylor-Joy – La regina degli scacchi (The Queen's Gambit)
  - Cate Blanchett – Mrs. America
  - Michaela Coel – I May Destroy You
  - Nicole Kidman – The Undoing - Le verità non dette (The Undoing)
  - Kerry Washington – Tanti piccoli fuochi (Little Fires Everywhere)
- 2022
  - Kate Winslet – Omicidio a Easttown (Mare of Easttown)
  - Jennifer Coolidge – The White Lotus
  - Cynthia Erivo – Genius
  - Margaret Qualley – Maid
  - Jean Smart – Omicidio a Easttown (Mare of Easttown)
- 2023
  - Jessica Chastain – George & Tammy
  - Emily Blunt – The English
  - Julia Garner – Inventing Anna
  - Niecy Nash – Dahmer - Mostro: la storia di Jeffrey Dahmer (Dahmer - Monster: The Jeffrey Dahmer Story)
  - Amanda Seyfried – The Dropout
- 2024
  - Ali Wong – Lo scontro (Beef)
  - Uzo Aduba – Painkiller 
  - Kathryn Hahn – Le piccole cose della vita (Tiny Beautiful Things)
  - Brie Larson – Lezioni di chimica (Lessons in Chemistry)
  - Bel Powley – A Small Light
- 2025[1][2]
  - Jessica Gunning – Baby Reindeer
  - Kathy Bates – The Great Lillian Hall
  - Cate Blanchett – Disclaimer - La vita perfetta (Disclaimer)
  - Jodie Foster – True Detective
  - Lily Gladstone – Under the Bridge
  - Cristin Milioti – The Penguin

## Statistiche

### Plurivincitrici
2 vittorie in questa categoria
- Alfre Woodard (1996, 1998)
- Helen Mirren (2007, 2014)
- Queen Latifah (2008, 2016)
- Kate Winslet (2012, 2022)